# Estadio Revolución USAC
Estadio Revolución – stadion piłkarski w mieście Gwatemala, w departamencie Gwatemala. Obiekt może pomieścić 5 000 widzów, a swoje mecze rozgrywa na nim drużyna USAC.
Stadion znajduje się przy ulicy Calle Diagonal 19, w dwunastej dzielnicy stołecznego miasta Gwatemala. Jest położony na terenie kampusu uczelni Universidad de San Carlos de Guatemala.